# 瓜尔河
瓜尔河（法語：Goire，法語發音：[ɡwaʁ]）是法国新阿基坦大区夏朗德省与上维埃纳省的河流，是维埃纳河的右支流，长28.7千米，发源自布里格伊，于孔福朗流入维埃纳河。